# Jerzy Rzymowski
Jerzy Rzymowski, pseud. JeRzy (ur. 1975) – polski dziennikarz, redaktor, tłumacz i pisarz. Autor opowiadań, głównie z gatunku science-fiction, publikowanych na łamach czasopism literackich i w antologiach. Od 2013 r. redaktor naczelny miesięcznika „Nowa Fantastyka”.

## Życiorys
Urodził się w 1975 roku w Warszawie. Z wykształcenia jest technikiem handlu. W 1996 roku współtworzył dla TVP1 cykl programów dla dzieci „Łowcy przygód”. W latach 90. dołączył do grupy literackiej Klub Tfurców, udzielał się także w Asocjacji Polskich Pisarzy Fantastycznych i był współzałożycielem Polskiego Towarzystwa Badania Gier.
Karierę dziennikarską rozpoczął w 1997 współpracą z magazynem „Kruk”, równolegle przez krótki czas pracował jako redaktor w wydawnictwie S.R. W latach 1998–2001 redagował miesięcznik poświęcony grom fabularnym i fantastyce „Magia i Miecz”, a następnie (w latach 2003–2005) internetowy tygodnik GameStar. Między październikiem 2000 a sierpniem 2002 prowadził także na antenie Radiostacji (wraz z Marcinem Baryłką) nadawaną od 1998 roku audycję Dzikie Pola, poświęconą szeroko rozumianej fantastyce (science fiction, fantasy i horror) oraz grom fabularnym.
Od 2006 roku prowadzi dział publicystyki w „Nowej Fantastyce”, a od września 2013 roku jest także redaktorem naczelnym pisma. Współpracuje także z portalem internetowym Dzika Banda i Kawerna.
Tłumaczył m.in. opowiadania fantastyczno–naukowe, a także komiksy dla wydawnictwa Egmont (m.in. ze świata Star Wars i Sędziego Dredda) oraz felietony i wywiady dla Nowej Fantastyki.

## Publikacje
- Dobry uczynek („Fenix” 7/1997)
- Assassin (antologia Robimy Rewolucję, Prószyński i S-ka, 2000)
- Gdzie diabeł mówi dobranoc  („Click! Fantasy”, Strefa Mroku 1/2002)
- Konflikt pokoleń (Fahrenheit, 1/2003)
- Lustro dla niewidzialnego człowieka (antologia Niech żyje Polska, hura, t. 2, 2007)
- Lekko nawiedzony dom (antologia Wizje alternatywne 6, 2007)